# 登瀛桥
登瀛桥，位于中国河北省沧州市杜林村，为沧县的一个全国重点文物保护单位，类型为古建筑，公布时间为2013年5月。
登瀛桥的历史年代为明代。